# ニコラス・ベアトリゼ

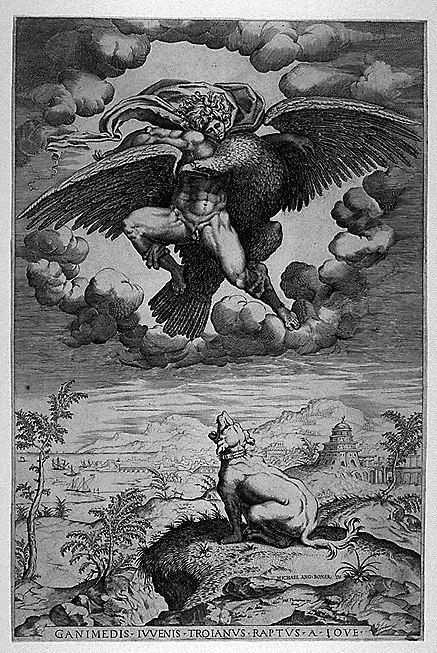
ミケランジェロの作品に基づくニコラス・ベアトリゼのエングレービング『ガニュメデス』。1550年頃。

ニコラス・ベアトリゼ（Nicolas Béatrizet, 1520年以前-1560年以降）は、16世紀のフランスの版画家、エングレービング作家である。主にローマで活動した。ニコラ・ベアトリゼとも表記される。

## 生涯
ベアトリゼは1520年以前にリュネヴィルで生まれた。ベアトリゼの様式からジョルジョ・ギージとアゴスティーノ・ヴェネツィアーノの弟子であったと推測されている。1540年から1560年までミケランジェロ・ブオナローティの指導の下でエングレービングを制作し、1560年以降ローマで死去した。
18世紀の英国の版画家ジョゼフ・ストラットは、ベアトリゼの作品の重要性は、それらのいくつかが偉大な芸術家たちの作品本来の品質ではなく、そのユニークな記録であるという事実にあると信じていた。ストラットは「私にはそれらは素晴らしいエングレービングに必要な条件、すなわち、描画、キャラクター、効果、および機械的制作を欠いているように思われる」と書いている。ベアトリゼは通常「N. B. L. F.」と署名しており、かなりの数の作品が現存している。

## ギャラリー

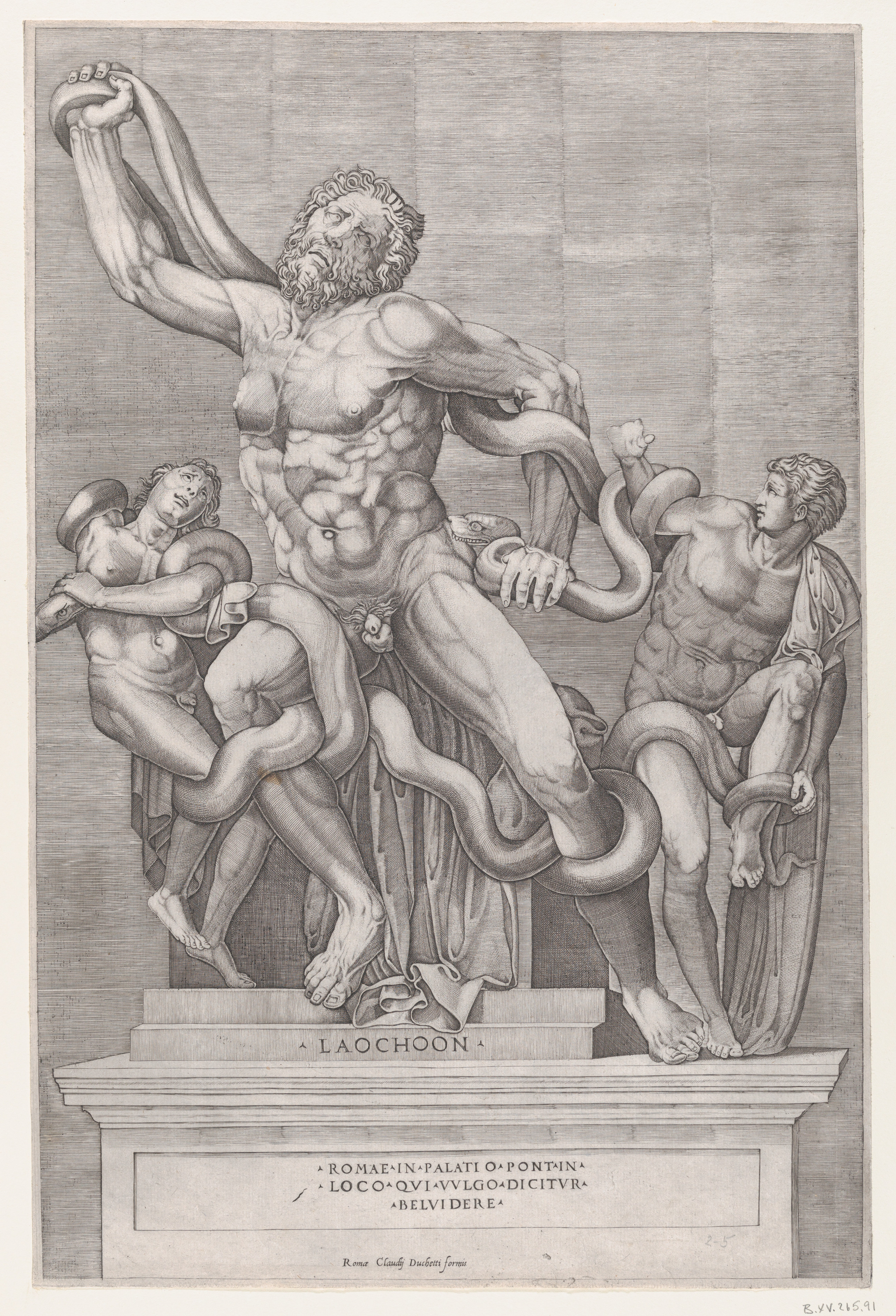
『ラオコーン』16世紀
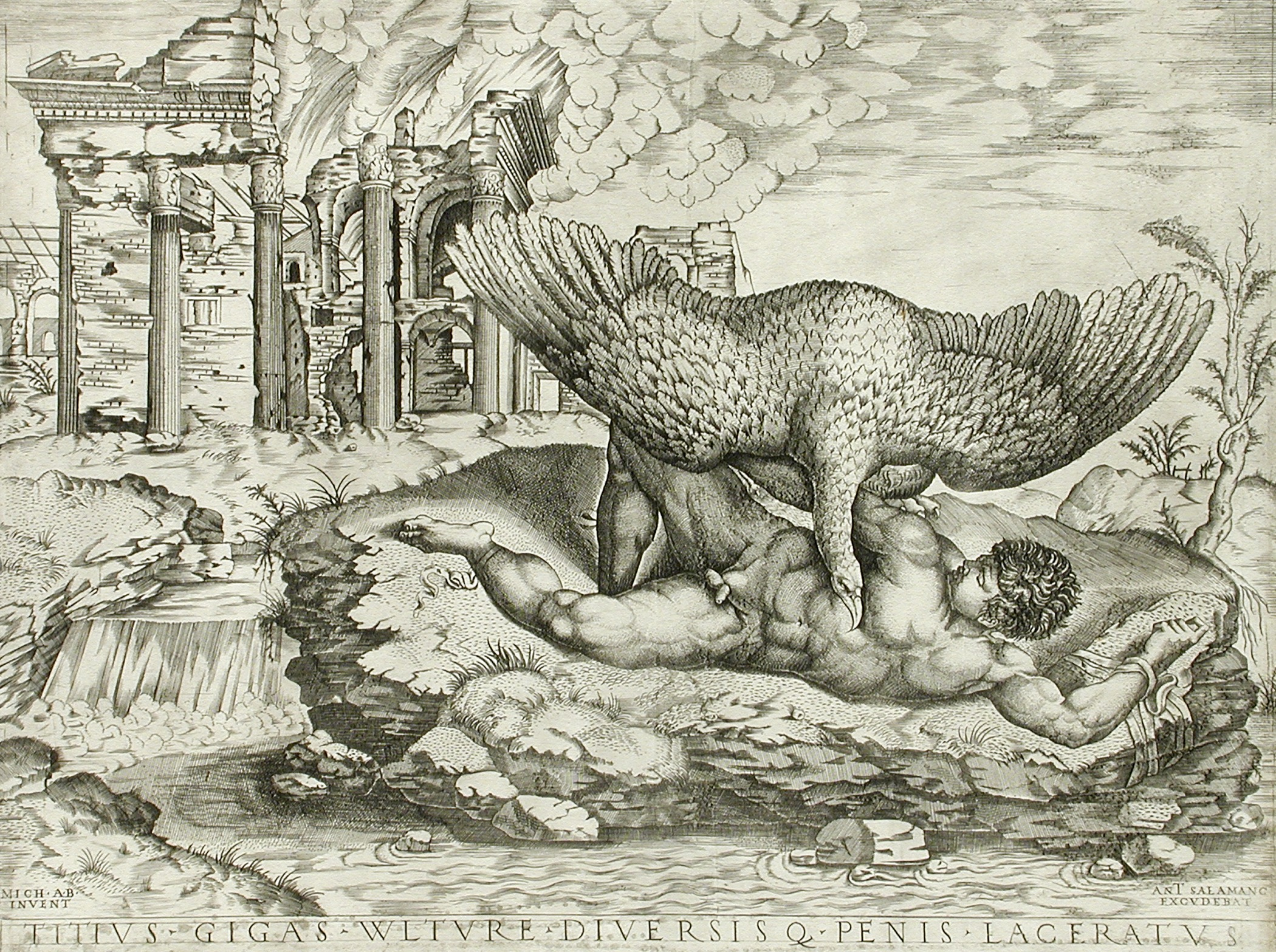
ミケランジェロによる『ティテュオス』1540年
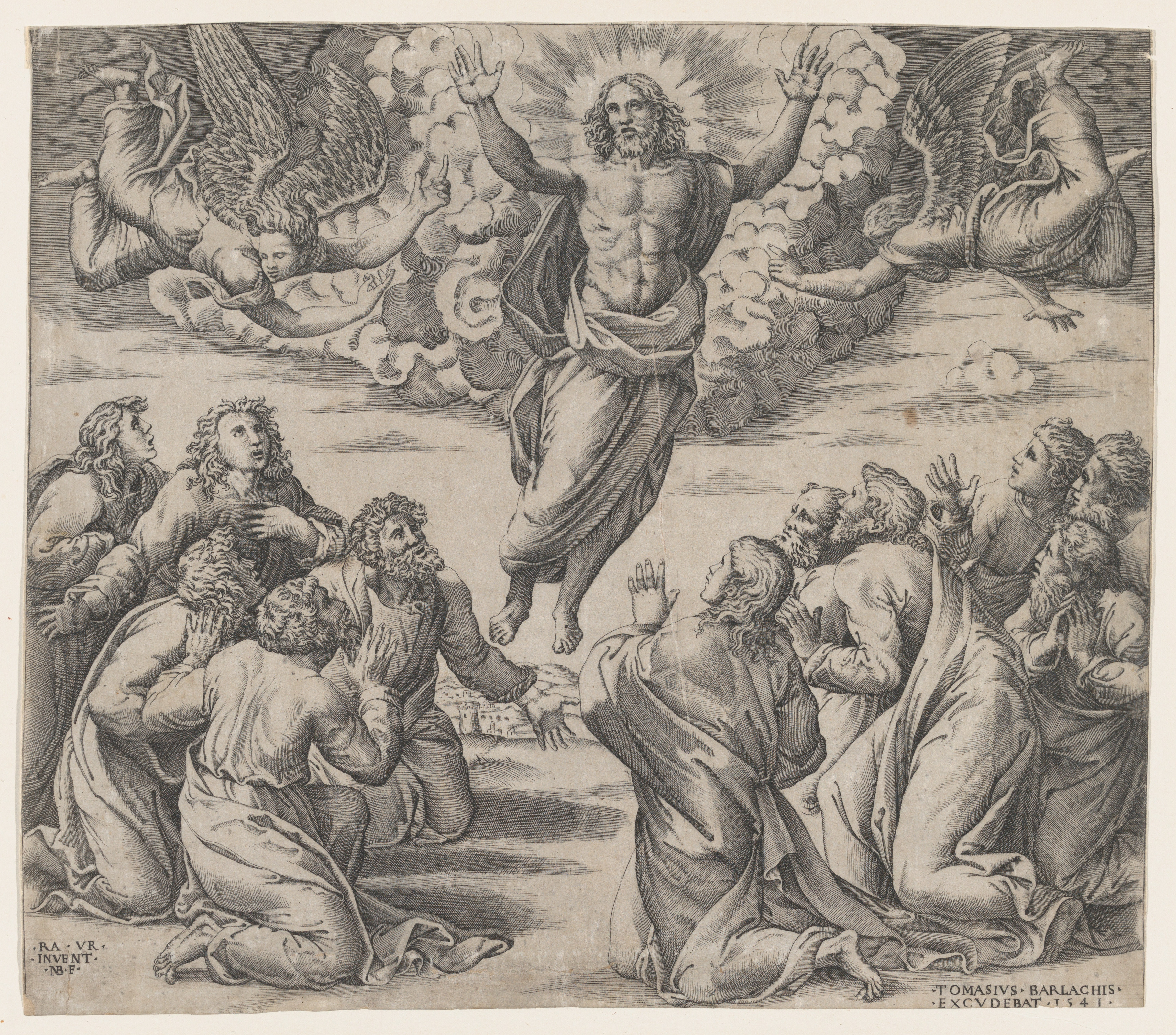
ラファエロによる『変容』1541年
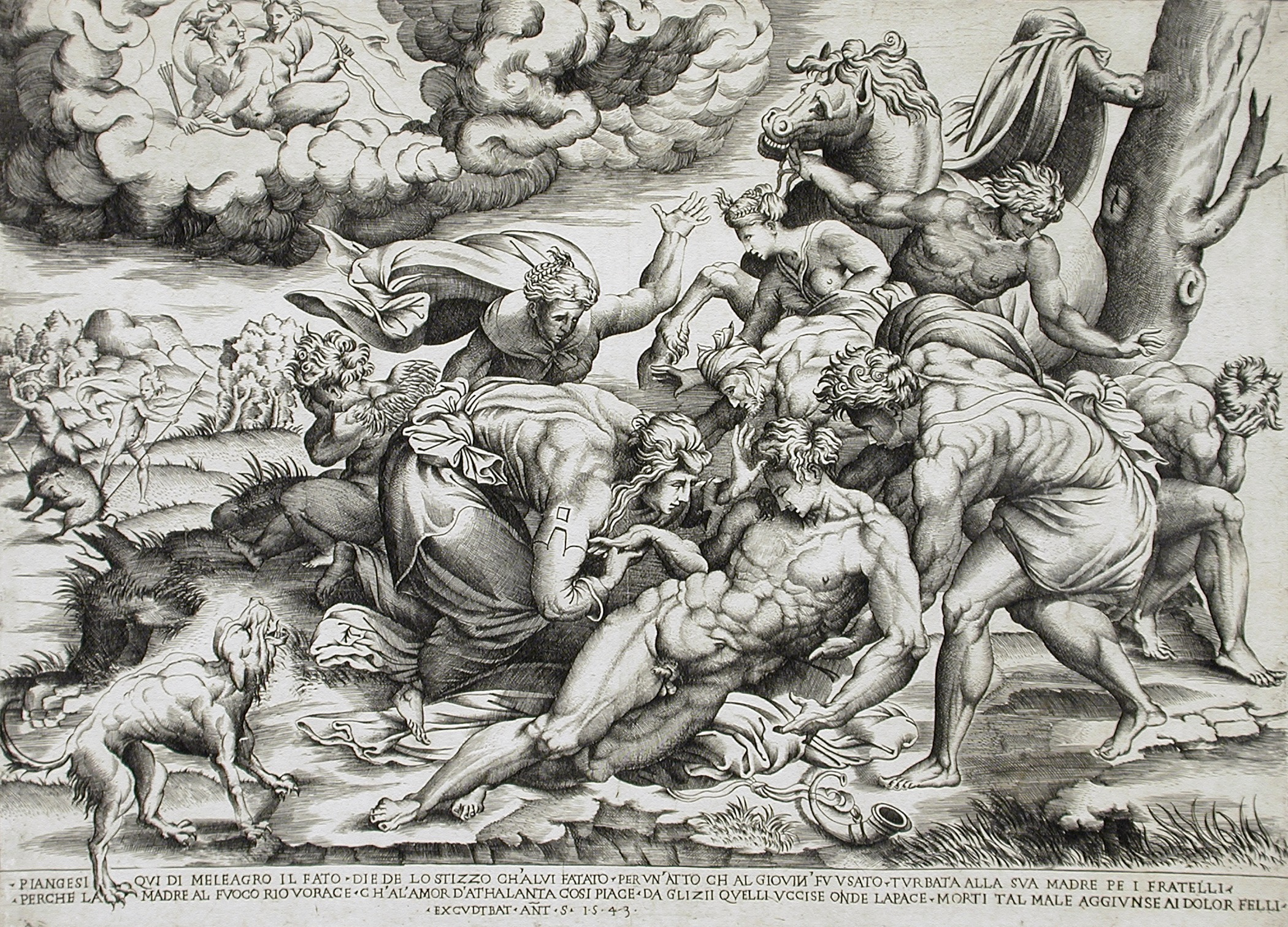
『メレアグロスの死』1543年
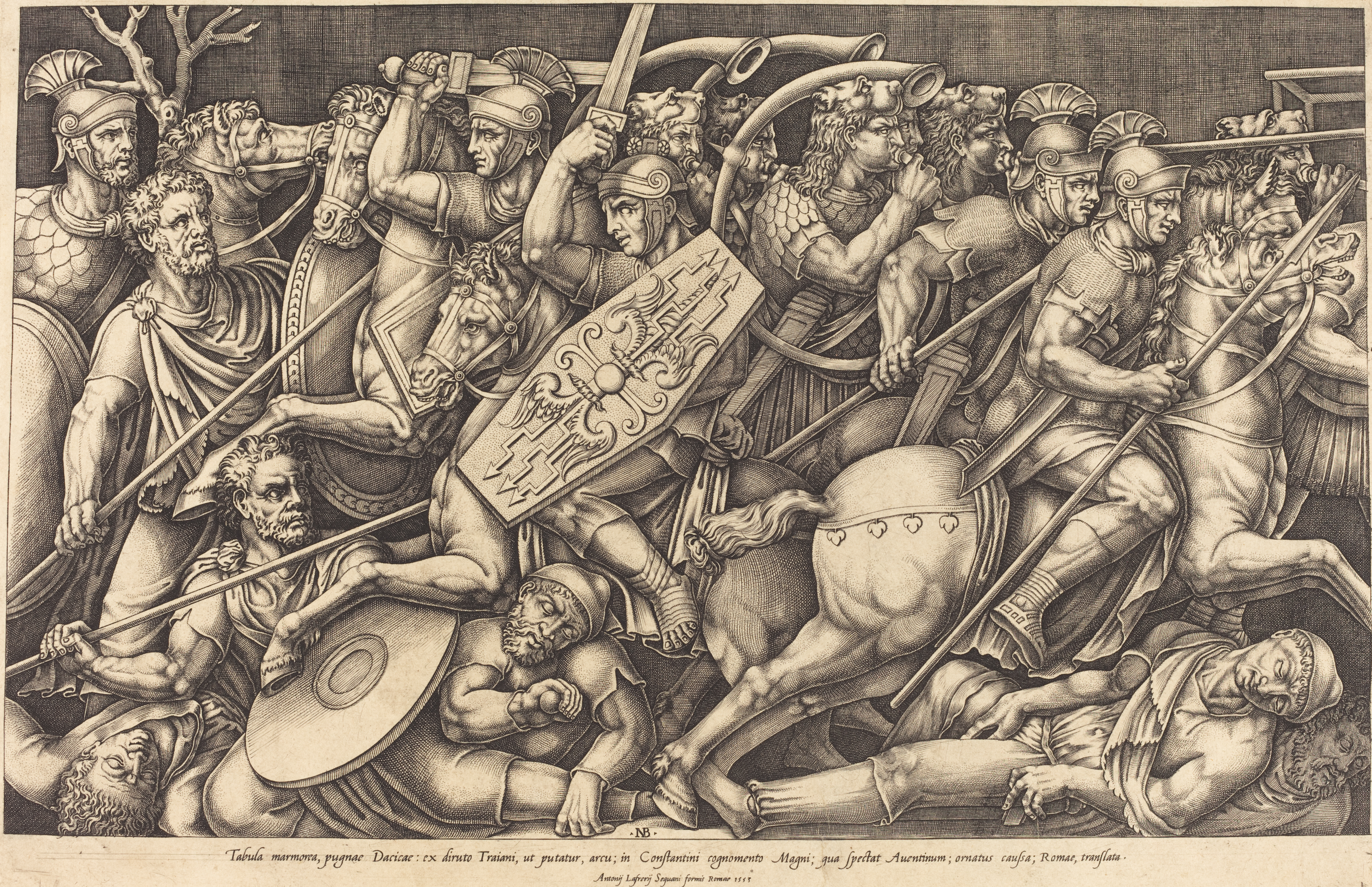
『ダキア人と戦うローマの兵士 』1553年
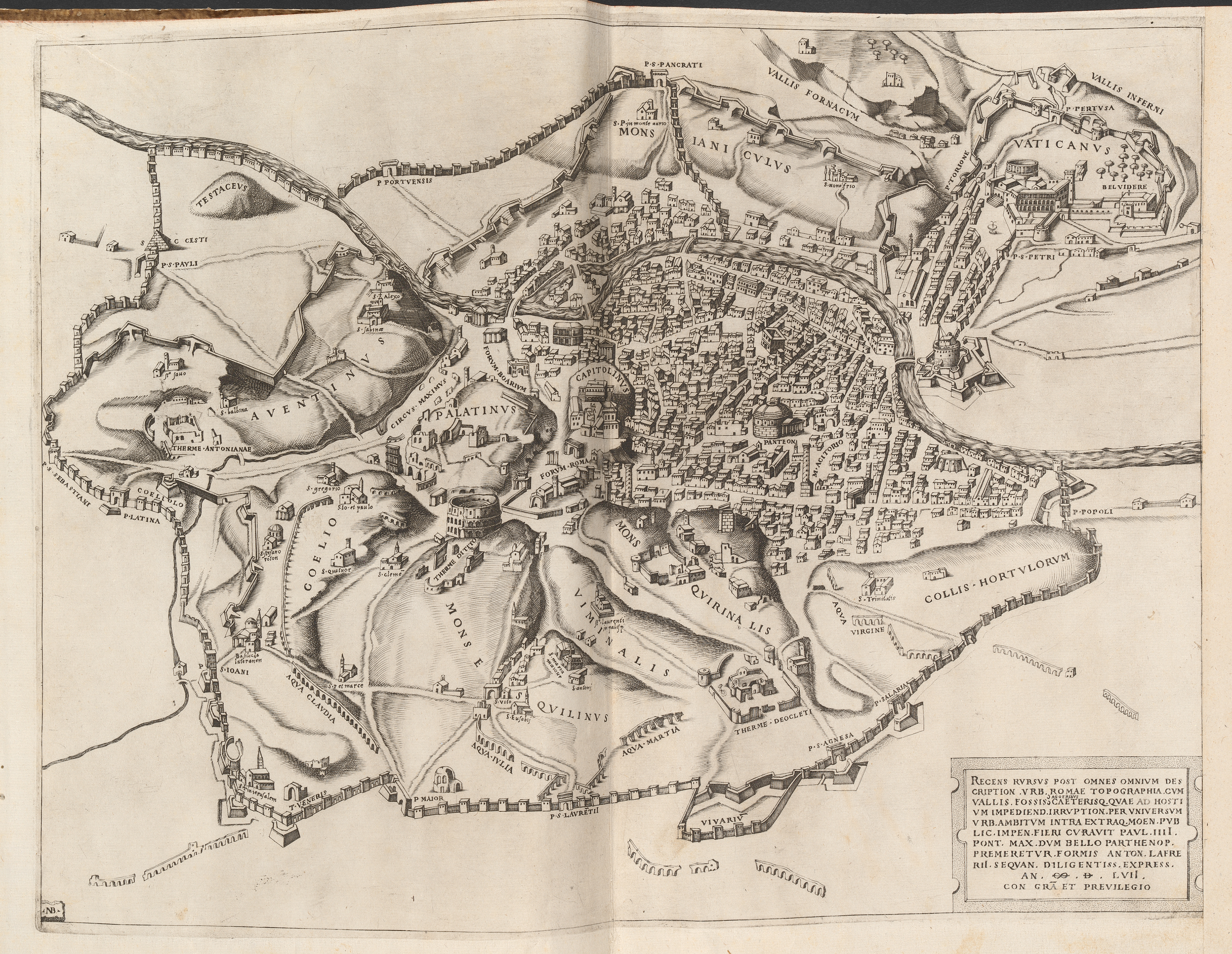
『古代ローマの地形図』1559年
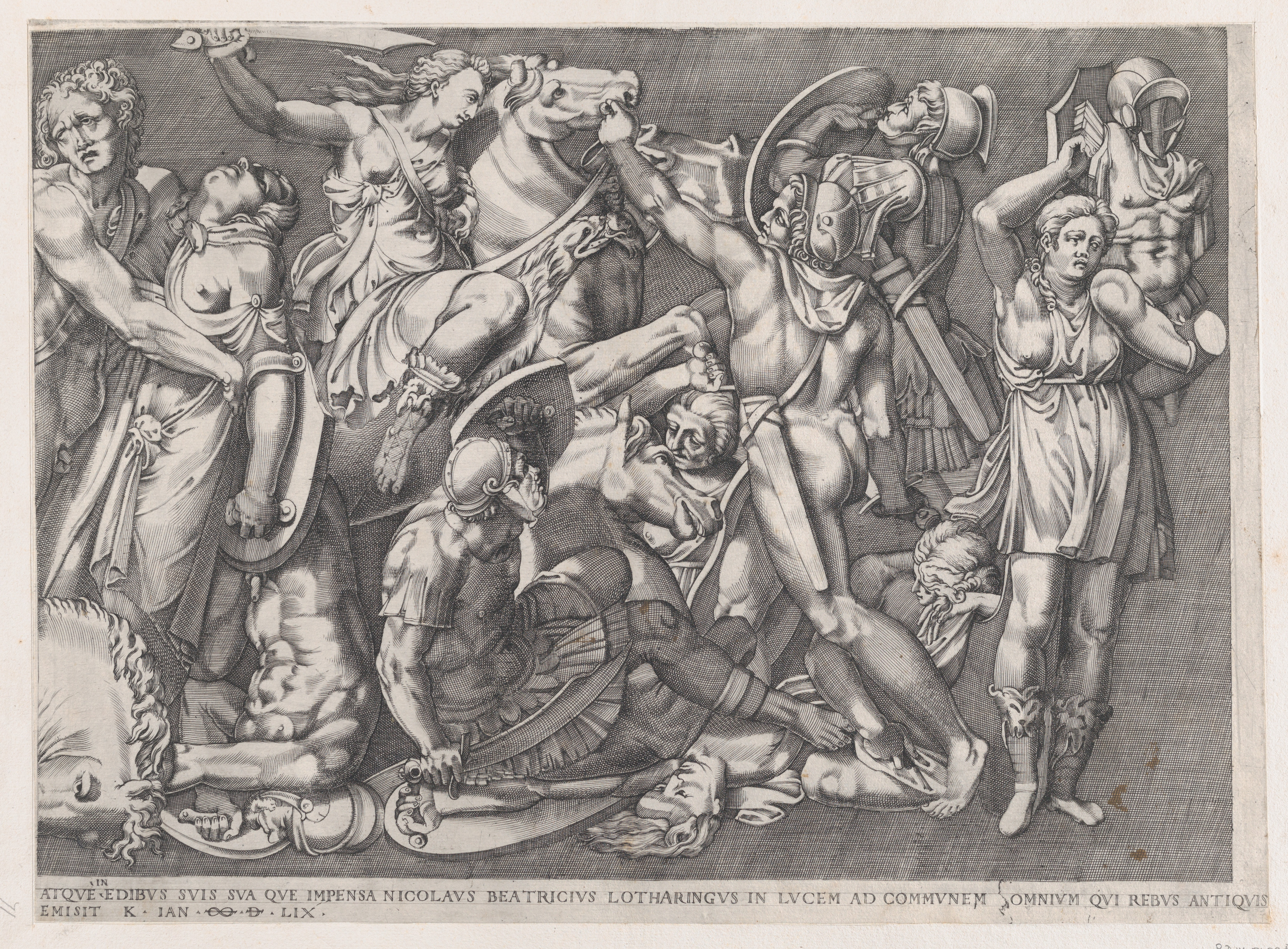
『アマゾン族の戦い』1557年
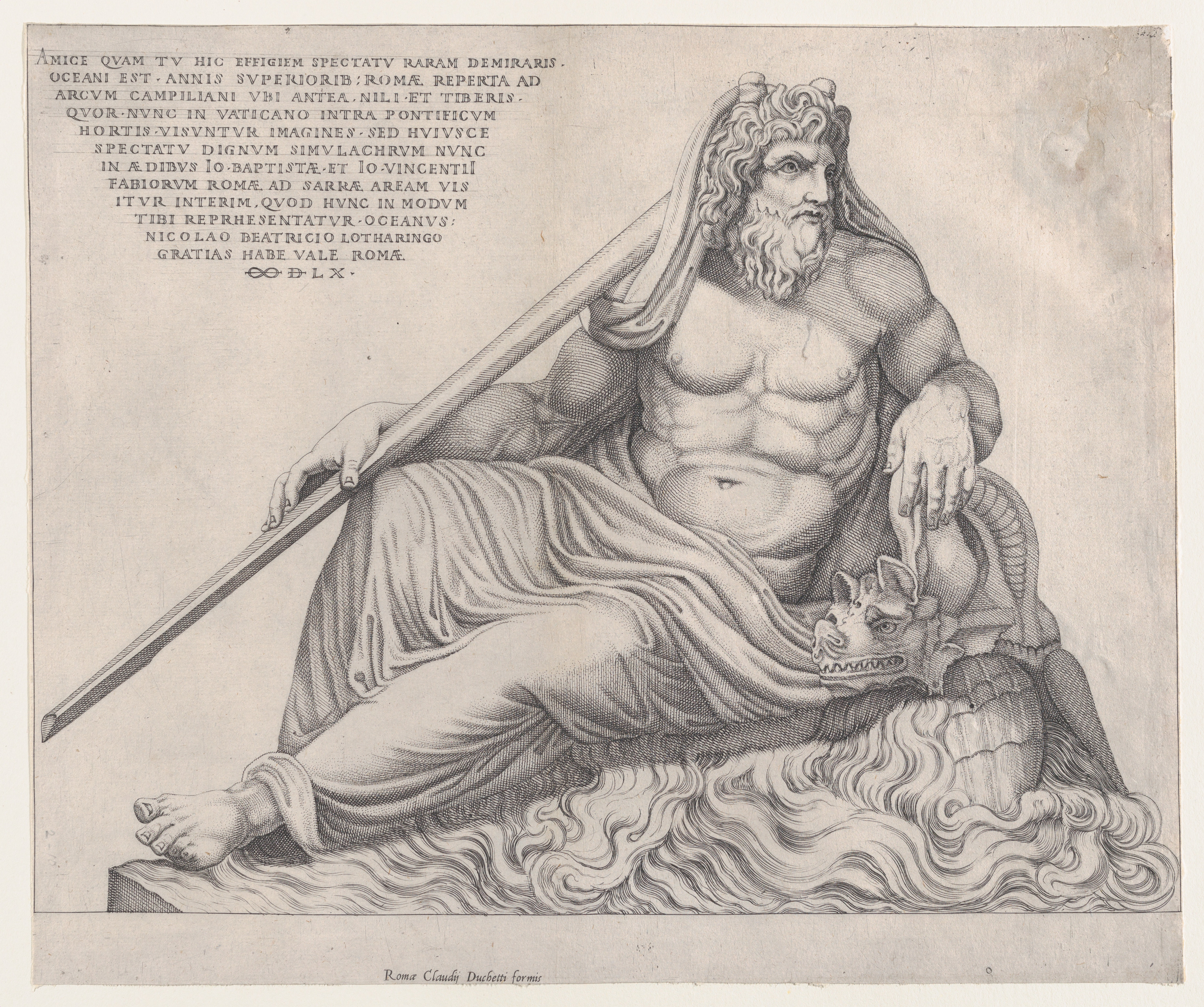
『オケアノス』1560年
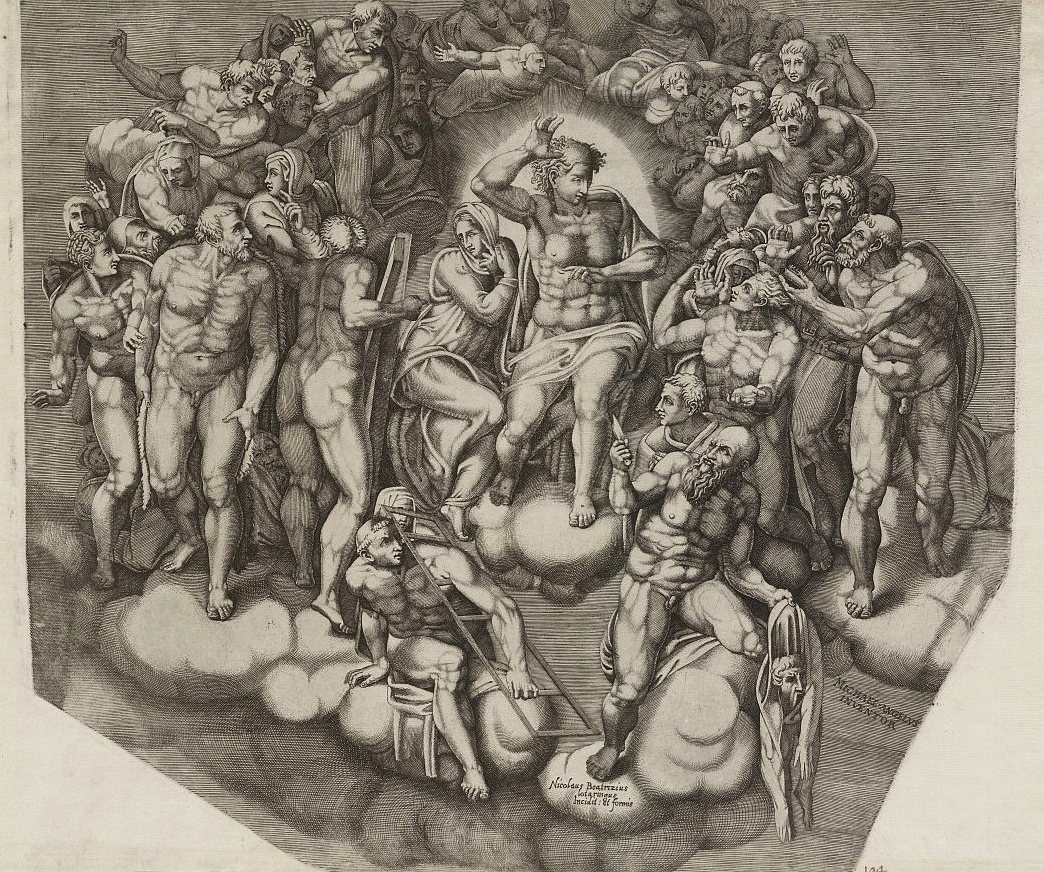
ミケランジェロによる『最後の審判』1562年
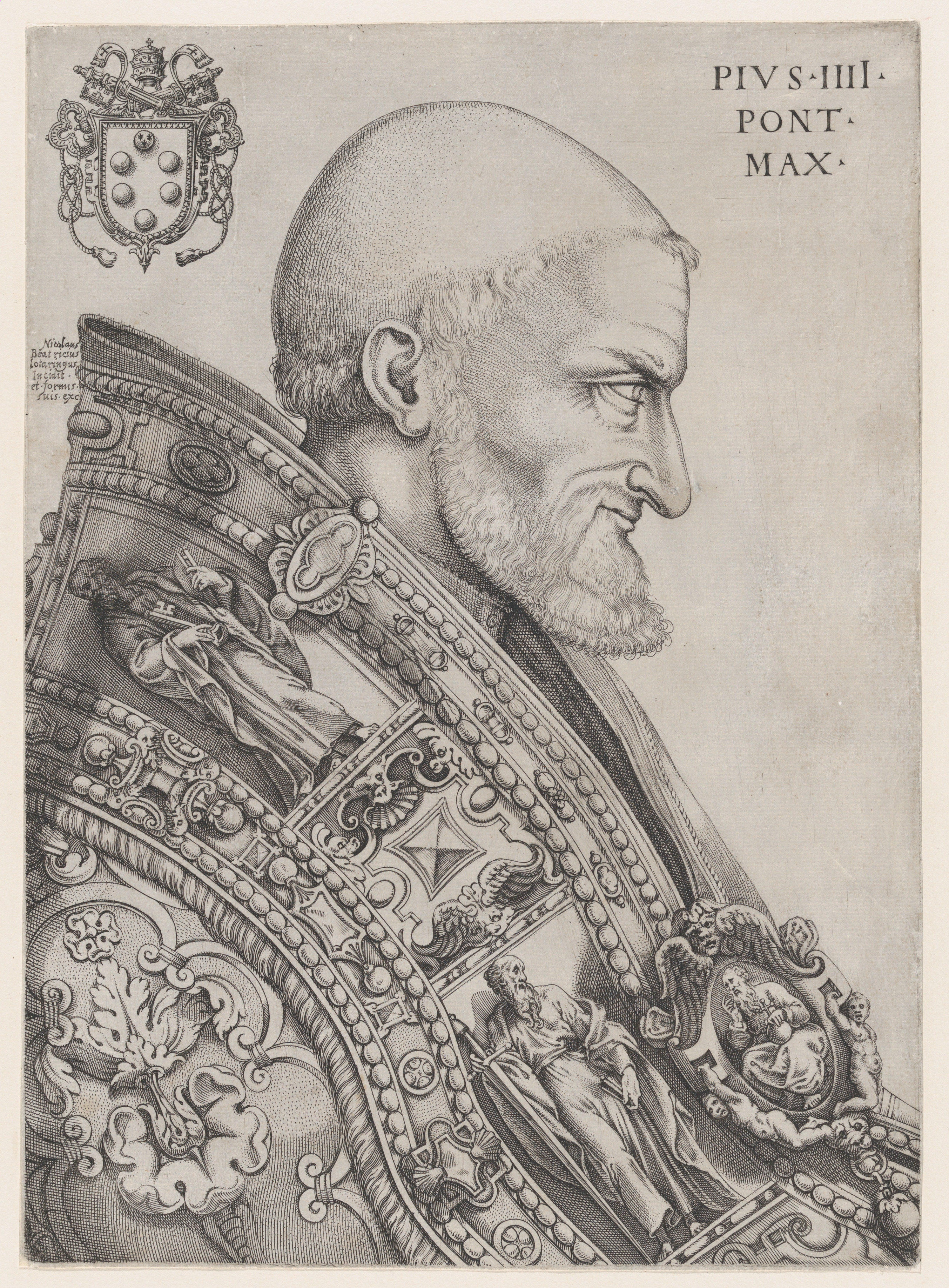
『教皇ピウス4世』16世紀
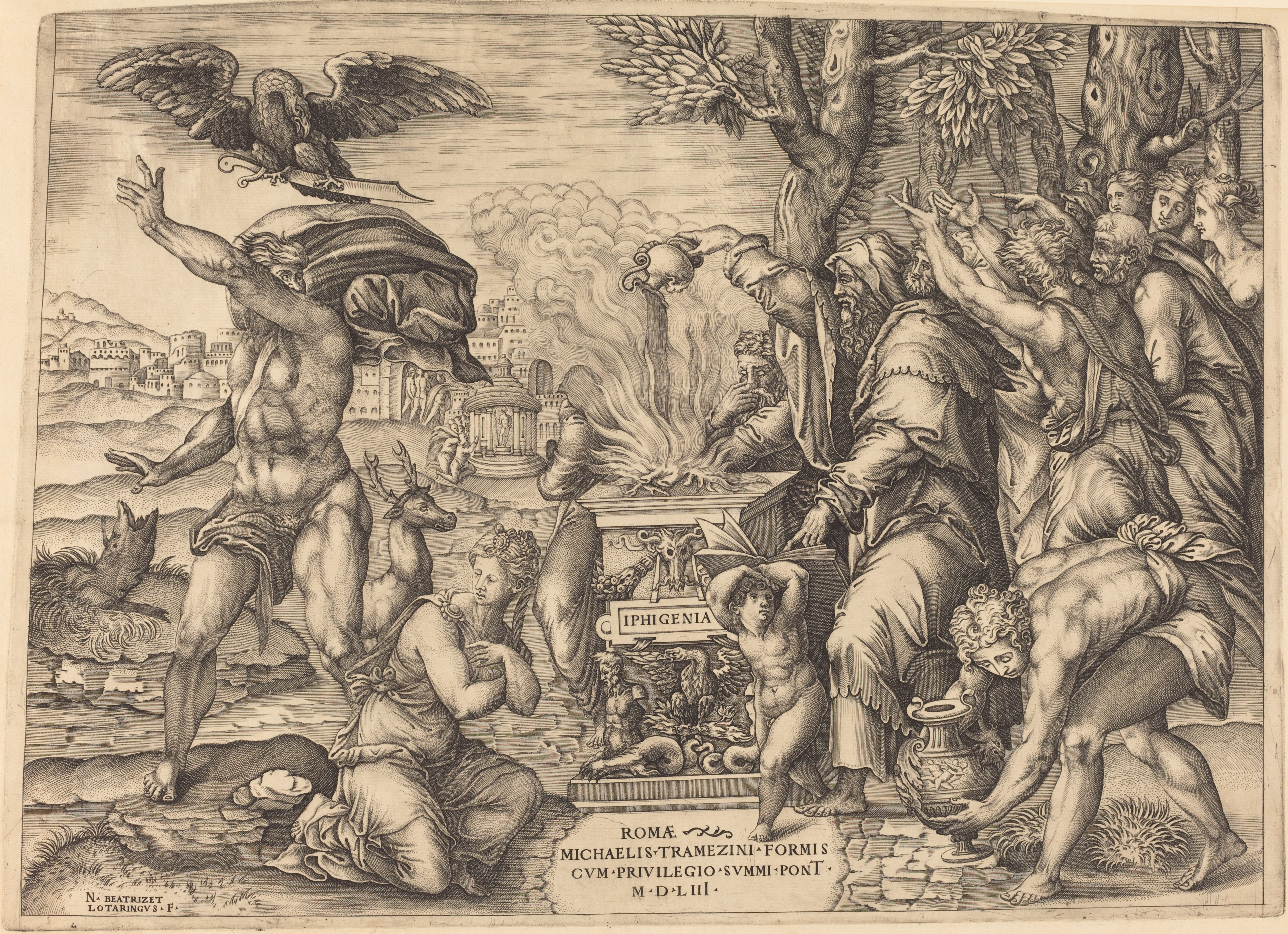
『イフィゲネイアの犠牲』16世紀